# Johannes Gabriel Granö
Johannes Gabriel Granö (Lapua, 1882. március 14. - Helsinki, 1956. február 23.) finn földrajztudós, egyetemi tanár, akinek a nevét főleg szibériai-és mongóliai expedíciói és az 1929-ben megjelent „Reine Geographie” (finn kiadásban Puhdas maantiede, magyarul Tiszta földrajz) című könyve tették ismertté. Elsősorban német nyelvterületen alkotott, francia nyelvű művei főképpen az 1910-es években jelentek meg.

## Élete
1882. március 14-én született Lapua városában, az akkor az orosz cár uralma alatt lévő Finn Nagyhercegség területén. Gyermekkora döntő részét a szibériai Omszk városában töltötte, ahol az apja 1885-1913 között a helyi finn lakosok között tevékenykedett, mint protestáns lelkész. 1900-ban az oului finn líceumban tanult és ugyanebben az évben beiratkozott a Helsinki Egyetemre. Itt eleinte elsősorban botanikát tanult, később ezt a földrajzra cserélte, mesterképzése során foglalkozott még biológiai tudományokkal és geológiával is.
Első tudományos munkája a finn Fennia nevű lapban jelent meg 1905-ben „Siperian suomalaiset siirtolat” (Szibériai finn kolóniák) címmel. A következő években (1906, 1907 és 1909) több expedícióban is részt vett, melyek elsősorban Észak-Mongóliában és a környező területeken, így az Altaj-, Hangáj-és a Szaján-hegységekben folytattak kutatásokat. Saját kutatásainak fő célja a jégkorszak geomorfológiai hatásainak elemzése volt a térségben. Granö volt az első ember, aki bebizonyította, hogy Szibéria-és Mongólia déli területei ebben az időszakban jegesedtek el.

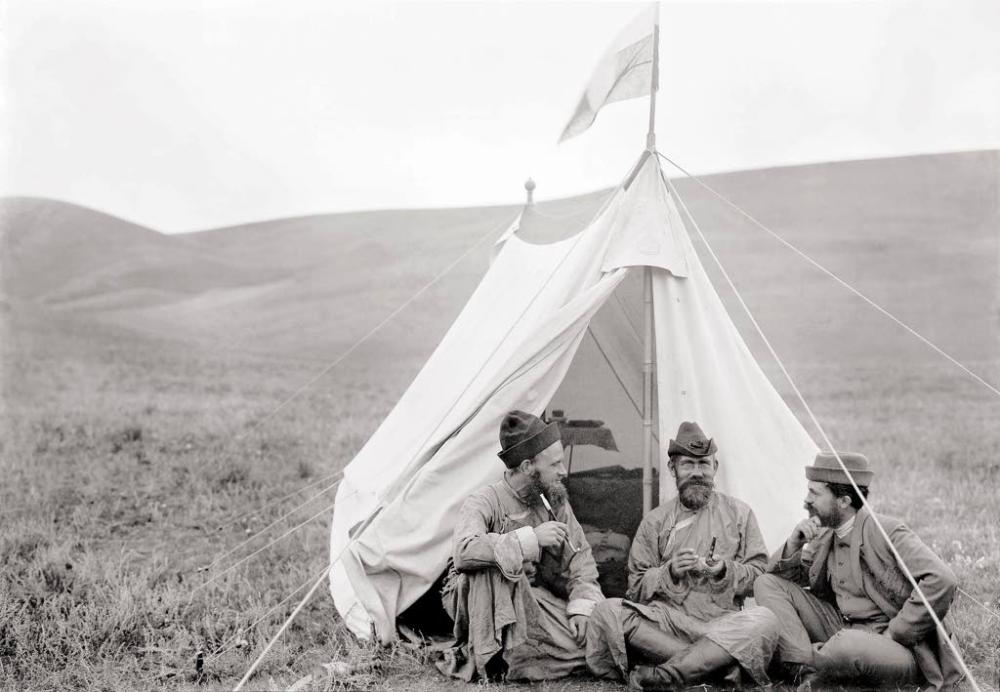
Granö (jobbra) Sakari Pälsi és Gustaf John Ramstedt társaságában a Hangáj-hegységben (1909)

1911-ben újabb utazáson vett részt, bejárta Kelet-Szibériát, az Amur-folyó vidékét és ellátogatott Japánba. 1913-16 között az Altáj-hegységben végzett kutatásokat.  Tisztán tudományos publikációi mellett Granö 1920-21-ben az Altáj hegységről megjelentetett egy két kötetes ismeretterjesztő művet is „Altai” címmel, melyben közérthetően leírta kutatóútjának eredményeit és tapasztalatait.
1919-ben a megalakuló Tartui Egyetem professzora lett, ő teremtette meg az egyetem földrajztudományokkal foglalkozó szakát és beindította az észt nyelven folyó oktatást. 1923-ban visszahívták hazájába, hogy a Helsinki Egyetem tanára legyen és felkérték szerkesztőnek a „Finn Atlasz” harmadik kiadásához. Rövid időszakot követően elhagyta az egyetemet és elfogadta a Turku városában újonnan megalakuló felsőoktatási intézmény professzori tisztjét, ahol elegendő időt tudott szánni saját kutatásai számára is.
Granö főművének az először 1929-ben, francia nyelven megjelent „Reine Geographie” (finnül Puhdas maantiede, magyarul Tiszta földrajz) című munkáját tartják. Ebben a szerző leírja a saját maga által kifejlesztett munkamódszerét, mely a földrajzi tájfelméréseknél a geomorfológiai jellemzők mellett figyelembe veszi víz, a növényzet és az emberi jelenlét okozta hatásokat is.
A második világháborút követően ismét a Helsinki Egyetem tanára lett, ugyanakkor a Turkui Egyetemmel kiépített együttműködése is folytatódott, két periódusban (1945-1955) az egyetem kancellári tisztjét is betöltötte. 1956. február 23-án hunyt el hetvenhárom éves korában a finn fővárosban.

## Emlékezete
- Az ő nevét viseli a finn Yrjö Väisälä által 1938. február 22-én felfedezett kisbolygó, az 1451 Granö.[2]

## Életében megjelent fontosabb művei
- Archäologische Beobachtungen von meinen reisen in den nördlichen Grenzgegenden Chinas in den Jahren 1906 und 1907 (1909
- Piirteitä eläinmaantieteen historiasta, etenkin aluejakokysymystä silmälläpitäen (1909)
- Beiträge zur Kenntniss der Eiszeit in der nordwestlichen Mongolei (1910)
- Archäologische Beobachtungen von meiner Reise in Südsibirien und der Nordwestmongolei im Jahre 1909 (1910)
- Les formes du relief dans l’Altaï russe et leur genèse. Étude morphologique (1917)
- Altai I–II (1919, 1921)
- Reine Geographie (1929, finnül 1930, angolul 1997)
- Suomen maantieteelliset alueet (1932)
- Gehöfte und Siedlungen in Finnland (1937)
- Mongolische Landschaften und Örtlichkeiten I (1941)
- Das Formengebäude des nordöstlichen Altai (1945)[1]